# イタリア歌曲集
「イタリア歌曲集」（イタリアかきょくしゅう）は、全音楽譜出版社が出版しているアンソロジー形式の「歌曲」集。19世紀のイタリアの音楽学者アレッサンドロ・パリゾッティが17、18世紀のオペラや宗教曲のアリアを編曲、編集し、1914年にリコルディ社から出版した "Arie antiche" （古典アリア集）を基礎として、声楽家・音楽評論家・作曲家の畑中良輔が監修し、様々な作曲家（イタリア人以外を含む）のイタリア語声楽作品を収録している。
同様に、パリゾッティの古典アリア集を基にした作品集に、声楽家の原田茂生が編集し、教育芸術社が出版している「イタリア古典声楽曲集」がある。

## 概要
日本では「イタリア歌曲」と呼ばれることが多いが、上述の通りここに掲載されている作品のオリジナルはほとんどが17、18世紀のオペラや宗教曲のアリアであり、歌曲ではない。また、編集したパリゾッティが19世紀の人物であったため、作曲当時のバロック音楽や古典派音楽の様式とは異なった19世紀ロマン派音楽の様式でピアノ伴奏版に編曲され、様々な演奏記号が加えられている。また、他人の曲（時にはパリゾッティの自作も）を別人の作と称していることが現在では判明している。全音楽譜出版社版は原題が「アリア集」であるのに「歌曲集」としている点なども含め、今日の観点から見ると問題点も多い（教育芸術社版では「古典声楽作品集」となっている）。
イタリア声楽作品の代表的なものからマイナーなものまで、幅広く掲載されており、日本においては声楽家を志す大抵の者が学習の過程で使用している。日本の音楽大学や音楽学部のある大学、音楽科が設置されている高等学校で声楽を専攻している者であれば、ほとんどの者が使用しており、初心者が勉強するために使われることが多い。
初心者の大半は「Nina」、「Nel cor piu non mi sento」、「Sebben, crudele」、「Caro mio ben」（いずれも「イタリア歌曲集1」に収録）のような歌いやすい曲から習うことが多く、ある程度上達すれば第2集以降の曲へ進むこともある。
20世紀末にジョン・グレン・ペートンの原曲調査に基づき、Alfred社が1991年に"26 Italian Songs and Arias"、1994年に"Italian Arias of the Baroque and Classical Eras"を刊行した（前者は音楽之友社が2001年に邦訳を出したが、絶版になって久しい）。新旧の全集版が比較的容易に参照出来るヘンデル作品は除外されており、「Caro mio ben」は前奏と後奏が幾らか長くなり、「Nel cor piu non mi sento」は重唱、「O del mio dolce ardor」は一種類のみ、「Piacer d'amor（Plaisir d'amour）」はフランス語歌詞のヴァージョンであるなど、楽曲成立史とともにパリゾッティが介入する前の形が示された。
この成果をうけて全音楽譜出版社も歌曲集第1巻をリニューアル。楽譜自体はパリゾッティ版によって原版を作り直し、中巻寛子（愛知県立芸術大学）があらためて調査を行い、解説を執筆した。

## イタリア歌曲集に関するCD
フォンテック
- 「イタリア歌曲集1」（1997年、松本美和子、志村年子、永田峰雄、谷池重紬子）
- 「イタリア歌曲集2」（2007年、松本美和子、小山由美、佐野成宏、谷池重紬子）

BMGビクター
- 「イタリア歌曲集 古典歌曲集」（1996年、チェーザレ・マッツォーニ、マルツィオ・ジョッジ、デーボラ・ベロネージ、ニコーラ・フリサルディ）

## イタリア歌曲集1
| 題名                                   | 原題                          | 作曲者                                                                                              |
| -------------------------------------- | ----------------------------- | --------------------------------------------------------------------------------------------------- |
| アマリッリ                             | Amarilli                      | ジュリオ・カッチーニ                                                                                |
| 私を死なせて                           | Lamento d'Arianna             | クラウディオ・モンテヴェルディ                                                                      |
| 愛の神よ、私に告げてください           | Dimmi, amor                   | アルカンジェロ・デル・レウト (Arcangelo del Leuto)                                                  |
| 側にいることは                         | Star vicino                   | サルヴァトル・ローザ                                                                                |
| 勝利だ、私の心よ                       | Vittoria, mio core            | ジャコモ・カリッシミ                                                                                |
| お前は私を苦しめていなかったのに       | Tu mancavi a tormentarmi      | アントニオ・チェスティ                                                                              |
| さようなら、コリンド                   | Addio, Corindo                | アントニオ・チェスティ                                                                              |
| 姿を隠さないでほしい                   | Deh, piu a me non v'ascondete | ジョヴァンニ・マリア・ボノンチーニ                                                                  |
| 教会のアリア                           | Aria di chiesa                | アレッサンドロ・ストラデッラ                                                                        |
| あなたは知っている                     | Tu lo sai                     | ジュゼッペ・トレッリ                                                                                |
| 私は心に感じる                         | Sento nel core                | アレッサンドロ・スカルラッティ                                                                      |
| 陽はすでにガンジス川から               | Gia il sole dal Gange         | アレッサンドロ・スカルラッティ                                                                      |
| 私を傷つけるのをやめるか               | O cessate di piagarmi         | アレッサンドロ・スカルラッティ                                                                      |
| フロリンドが誠実なら                   | Se Florindo e fedele          | アレッサンドロ・スカルラッティ                                                                      |
| 私は悩みに満ちて                       | Son tutta duolo               | アレッサンドロ・スカルラッティ                                                                      |
| 貴女が私の死の栄光を                   | Se tu della mia morte         | アレッサンドロ・スカルラッティ                                                                      |
| 菫                                     | Le violette                   | アレッサンドロ・スカルラッティ                                                                      |
| 恋をしたい人は                         | Chi vuole innamorarsi         | アレッサンドロ・スカルラッティ                                                                      |
| いとしい絆よ                           | Caro laccio                   | フランチェスコ・ガスパリーニ                                                                        |
| あなたへの愛を捨てることは             | Lasciar d'amarti              | フランチェスコ・ガスパリーニ                                                                        |
| 美しい唇よ、お前は言ったのだ           | Pur dicesti, o bocca bella    | アントニオ・ロッティ                                                                                |
| たとえつれなくとも                     | Sebben, crudele               | アントニオ・カルダーラ                                                                              |
| お前を讃える栄光のために               | Per la gloria d'adorarvi      | ジョヴァンニ・バッティスタ・ボノンチーニ                                                            |
| 樹木の蔭で（ラルゴ）                   | Ombra mai fu                  | ゲオルク・フリードリヒ・ヘンデル                                                                    |
| 私を泣かせてください                   | Lascia ch'io pianga           | ゲオルク・フリードリヒ・ヘンデル                                                                    |
| ああ、私の心である人よ                 | Ah, mio cor                   | ゲオルク・フリードリヒ・ヘンデル                                                                    |
| 愛に満ちた処女よ                       | Vergin, tutto amor            | フランチェスコ・ドゥランテ                                                                          |
| 踊れ、優しい娘よ                       | Danza, fanciulla gentile      | フランチェスコ・ドゥランテ                                                                          |
| ニーナ                                 | Nina                          | ヴィンチェンツォ・レグレンツィオ・チアンピ （ジョヴァンニ・バッティスタ・ペルゴレージ作として発表） |
| もし貴方が私を愛してくれて             | Se tu m'ami                   | アレッサンドロ・パリゾッティ （ジョヴァンニ・バッティスタ・ペルゴレージ作として発表）               |
| ああ私のやさしい熱情が A               | O del mio dolce ardor A       | クリストフ・ヴィリバルト・グルック                                                                  |
| ああ私のやさしい熱情が B               | O del mio dolce ardor B       | クリストフ・ヴィリバルト・グルック                                                                  |
| いとしい人が来る時                     | Il mio ben quando verra       | ジョヴァンニ・パイジエッロ                                                                          |
| もはや私の心には感じない（うつろの心） | Nel cor piu non mi sento      | ジョヴァンニ・パイジエッロ                                                                          |
| ジプシー女をお望みの方はどなた         | Chi vuol la zingarella        | ジョヴァンニ・パイジエッロ                                                                          |
| 愛の喜びは A                           | Piacer d'amor A               | ジャン・ポール・マルティーニ                                                                        |
| 愛の喜びは B                           | Piacer d'amor B               | ジャン・ポール・マルティーニ                                                                        |
| いとしい女よ                           | Caro mio ben                  | トンマーゾ・ジョルダーニ                                                                            |

## イタリア歌曲集2
| 題名                                 | 原題                           | 作曲者 |
| ------------------------------------ | ------------------------------ | --- |
| ああ愛らしく美しい瞳                 | O leggiadri occhi belli        | 不明 |
| 愛の神よ、何を待っているのですか     | Amor, ch'attendi?              | ジュリオ・カッチーニ                                                                                            |
| 翼を持つ愛の神よ                     | Tu ch'hai le penne, Amore      | ジュリオ・カッチーニ                                                                                            |
| 紅の美しい扉よ                       | Bella porta di rubini          | アンドレア・ファルコニエーリ                                                                                    |
| 悩む心よ、追うがいい                 | Segui, segui, dolente core     | アンドレア・ファルコニエーリ                                                                                    |
| もし美しい小川が                     | Se bel rio                     | ラファエロ・ロンターニ                                                                                          |
| 美しい瞳よ、慈悲を、慈悲を           | Begli occhi, marce'            | アントニオ・フランチェスコ・テナーリア                                                                          |
| その日はいつのことか                 | Quando sara quel di            | アントニオ・フランチェスコ・テナーリア                                                                          |
| 私はよく場所を変える                 | Vado ben spesso cangiando loco | サルヴァトル・ローザ                                                                                            |
| いとしい人の回りに                   | Intorno all'idol mio           | アントニオ・チェスティ                                                                                          |
| もし幸せの中に                       | Se nel ben                     | アレッサンドロ・ストラデッラ                                                                                    |
| なんと尊大な習性だろう               | Che fiero costume              | ジョヴァンニ・レグレンツィ                                                                                      |
| 羊飼いの娘よ、希望をお持ちなさい     | Pastrella, spera, spera        | ジョヴァンニ・マリア・ボノンチーニ                                                                              |
| 眠っているのか、美しい女（ひと）よ   | Dormi, bella                   | ジョヴァンニ・バッティスタ・バッサーニ                                                                          |
| お休み、お眠り                       | Posate, dormite                | ジョヴァンニ・バッティスタ・バッサーニ                                                                          |
| 気を取り直して希望を抱け             | Consolati e spera!             | アレッサンドロ・スカルラッティ                                                                                  |
| 恋する蝶のように                     | Qual farfalletta amante        | アレッサンドロ・スカルラッティ                                                                                  |
| 苦しい想いよ                         | Affani del pensier             | ゲオルク・フリードリヒ・ヘンデル                                                                                |
| 私を燃え立たせるあの炎               | Quella fiamma che m'accende    | フランチェスコ・バルトロメオ・コンティ （ベネデット・マルチェッロ作として発表、レチタティーヴォは19世紀に追加） |
| 買いたい人はどなた                   | Chi vuol comprar               | ニコロ・ヨンメッリ                                                                                              |
| 私が口説かれて                       | Vedermi corteggiare            | リナルド・ダ・カプア                                                                                            |
| ああ夜よ、神秘の女神よ               | O notte, o Dea del mistero     | ニコロ・ピッチンニ                                                                                              |
| どんなに多くの人が言ったことでしょう | Sai quanti m'han detto         | ジョヴァンニ・パイジエッロ                                                                                      |
| 私のお小姓も好きですが               | Se mi piace il mio contino     | ドメニコ・チマローザ                                                                                            |
| 私の賛える美しい神よ                 | Bel nume che adoro             | ドメニコ・チマローザ                                                                                            |
| 楽しい安らぎが                       | Ridente la calma               | ヴォルフガング・アマデウス・モーツァルト                                                                        |

## イタリア歌曲集3
| 題名                       | 原題                                 | 作曲者                                          |
| -------------------------- | ------------------------------------ | ----------------------------------------------- |
| 恋する人たちよ聞いておくれ | Udite amanti                         | ジュリオ・カッチーニ                            |
| 不実きわまりない俤よ       | Perfidissimo volto                   | ジュリオ・カッチーニ                            |
| かつて貴女は               | Eri gia tutta mia                    | クラウディオ・モンテヴェルディ                  |
| 俤よ呪われよ               | Meledetto sia l'aspetto              | クラウディオ・モンテヴェルディ                  |
| 私を死なせて               | Lasciatemi morire! Lamento d'Arianna | クラウディオ・モンテヴェルディ                  |
| リグーリアの女漁師         | Pescatrice ligurina                  | ラファエロ・ロンターニ                          |
| 私をどこまで               | Dove mi spingi, Amor                 | サラモーネ・ロッシ                              |
| そよ風吹けば               | Se l'aura spira                      | ジローラモ・フレスコバルディ                    |
| この欲求を満たすため       | Per sanar quest'appetito             | ピエトロ・フランチェスコ・カヴァッリ            |
| いとしいイッロは死んだ     | Hyllo, il mio bene, e morto          | ピエトロ・フランチェスコ・カヴァッリ            |
| あなただけが神聖で         | Quoniam tu solus sanctus             | ジョヴァンニ・バッティスタ・ペルゴレージ        |
| 私の命も奪ってください     | Toglietemi la vita ancor             | アレッサンドロ・スカルラッティ                  |
| 熱い血潮よ                 | Caldo sangue                         | アレッサンドロ・スカルラッティ                  |
| あなたは知っている         | Tu lo sai                            | アレッサンドロ・スカルラッティ                  |
| 哀れな者よ                 | Misero, invano spero                 | アントニオ・ヴィヴァルディ                      |
| 私は泣き呻き               | Piango, gemo                         | アントニオ・ヴィヴァルディ                      |
| 来て、いとしい人よ         | Vieni, Vieni, o mio diletto          | アントニオ・ヴィヴァルディ                      |
| 何かわからないものが       | Un certo non so che                  | アントニオ・ヴィヴァルディ                      |
| 貴女の輝かしい姿に         | Vultus tui vago splendori            | アントニオ・ヴィヴァルディ                      |
| いとしい女が言うには       | Sentirsi dire                        | レオナルド・ヴィンチ                            |
| こんなすばらしい報いが     | Si bella mercede                     | レオナルド・ヴィンチ                            |
| 彼女はヒバリのようだ       | Fa cosi lodoletta che fuggi          | レオナルド・ヴィンチ                            |
| 親愛な森よ                 | Selve amiche                         | アントニオ・カルダーラ                          |
| 陽の光が                   | Come raggio di sol                   | アントニオ・カルダーラ                          |
| 私は、どうしても           | Dovrei, dovrei ma no                 | トンマーゾ・トラエッタ                          |
| 愛の神よ                   | Cosi, amor, mi fai languir           | アレッサンドロ・ストラデッラ                    |
| 至高の神を軽視して         | Chi, sprezzando il sommo bene        | ゲオルク・フリードリヒ・ヘンデル                |
| いとしい女から遠く離れて   | Lungi dal caro bene                  | ジュゼッペ・サルティ                            |
| ほほえむ希望よ             | Ridente speme, vola nell'alma        | サルヴァトーレ・リスポリ (Salvatore Rispoli)    |
| 愛らしい女たちよ           | Donne vaghe                          | ジョヴァンニ・パイジエッロ                      |
| バラのような処女           | La verginella come la rosa           | フェルディナンド・ベルトーニ                    |
| アヴェ・マリア             | Ave Maria                            | ルイジ・ケルビーニ                              |
| みそさざい（麗しい四月が） | Col ritornar del dolce april         | ジュリアス・ベネディクト                        |
| ああ幸せな私               | O me beata!                          | ジュリアス・ベネディクト                        |
| 己惚れ屋さん               | E te credevi, vanarella mia          | フィリッポ・マルケッティ                        |
| マリア様                   | Salve, Maria                         | サヴェリオ・メルカダンテ                        |
| 丘の緑から                 | E pur bello dal verde d'un clivo     | アントニオ・カニョーニ                          |
| 泣いたり喜んだりしないで   | Non pianger, non gioir               | フランチェスコ・クアランタ (Francesco Quaranta) |
| この指輪の宝石が           | Quando la gemma di questo anello     | ガエターノ・ブラーガ                            |

## イタリア歌曲集4
| 題名                               | 原題                                | 作曲者                                   |
| ---------------------------------- | ----------------------------------- | ---------------------------------------- |
| 私は希望を捨てることができない     | Non posso disperar                  | セヴェーロ・デ・ルーカ                   |
| 私がもはや気に掛けなくなった今     | Or ch'io non segno piu              | ラファエロ・ロンターニ                   |
| 私の歌に合わせて喜べ               | Gioite al canto mio                 | ヤコポ・ペーリ                           |
| どんなに快く                       | Con che soavita                     | クラウディオ・モンテヴェルディ           |
| ああ、限りなく美しい髪             | O bellissimi capelli                | アンドレア・ファルコニエーリ             |
| いとしい瞳よ                       | Occhietti amati                     | アンドレア・ファルコニエーリ             |
| 本当に貴方がたは私を笑わせる       | Affe, mi fate ridere                | ピエトロ・フランチェスコ・カヴァッリ     |
| 勝利だ、私の心よ                   | Vittoria, mio core                  | ジャコモ・カリッシミ                     |
| 泣け、ああ、泣け                   | Piangete, ohime, piangete           | ジャコモ・カリッシミ                     |
| ああ、なんと風変わりなんだろう     | Oh, che umore stravagante           | アントニオ・サルトリオ                   |
| 愛が私の足を縛るなら               | Se amor m'annoda il piede           | アレッサンドロ・ストラデッラ             |
| 静かな憩いのうちに                 | Con tranquillo riposo               | ベルナルド・パスクィーニ                 |
| 恋をしたい人は                     | Chi vuole innamorarsi               | アレッサンドロ・スカルラッティ           |
| 優雅で歌の巧みな鳥よ               | Augellin vago e canoro              | フランチェスコ・ガスパリーニ             |
| 私の怒りん坊さん（怒りんぼさん）   | Stizzoso, mio stizzoso              | ジョヴァンニ・バッティスタ・ペルゴレージ |
| 喜びの衝動を                       | Un moto di gioia                    | ヴォルフガング・アマデウス・モーツァルト |
| 私はまことの愛に捕われた           | Preda son d'un fido amore           | シルヴェストロ・パルマ                   |
| いとしい人よ、貴方から離れていては | Lungi da te, ben mio                | サヴェリオ・メルカダンテ                 |
| 私が貴女に憐れみを求めても         | Pieta, pieta ti chiedo              | フェデリコ・リッチ                       |
| くちづけ                           | Il bacio                            | ルイージ・アルディーティ                 |
| 恍惚                               | L'estasi                            | ルイージ・アルディーティ                 |
| ああ、いとしい女よ                 | O ma charmante!                     | フランチェスコ・クアランタ               |
| おいで、さあおいで、夜は静かで     | Vieni! deh, vien,la notte e placida | アルフレード・カタラーニ                 |
| 悲しみ                             | Tristezza                           | フランチェスコ・パオロ・トスティ         |
| おやすみ、坊や                     | Ninna nanna, mio figliolo!          | フランチェスコ・パオロ・トスティ         |
| 暁が光から影を隔て                 | L'alba separa dalla luce l'ombra    | フランチェスコ・パオロ・トスティ         |
| ニノン                             | Ninon                               | フランチェスコ・パオロ・トスティ         |
| 私の歌                             | La mia canzone!                     | フランチェスコ・パオロ・トスティ         |
| 夏の月                             | Luna d'estate!                      | フランチェスコ・パオロ・トスティ         |
| 最後のくちづけ                     | L'ultimo bacio                      | フランチェスコ・パオロ・トスティ         |
| 漁夫は歌う                         | Il pescatore canta!...              | フランチェスコ・パオロ・トスティ         |
| 朝                                 | Mattinata                           | フランチェスコ・パオロ・トスティ         |